# Râul Bărboasa
Râul Bărboasa este un curs de apă, afluent al râului Berheci. 